# Езекия (хазарский царь)
Езекия — правитель Хазарии из династии царей (беков) Буланидов. Упоминается в «Еврейско-хазарской переписке» как сын Обадии и отец  Манассии I. В сокращённой версии царского списка у Йеуды Барзилая — непосредственно сын Булана. Предположительно, его царствование было кратковременным и пришлось на начало IХ  века.